# Хуршлер, Сеппи
Сеппи Хуршлер (нем. Seppi Hurschler, род. 23 июня 1983, Штанс) — швейцарский двоеборец, участник трёх Олимпийских игр.
В Кубке мира Хуршлер дебютировал в 2002 году, в марте 2006 года первый раз попал в десятку лучших на этапе Кубка мира. Всего на сегодняшний момент имеет 11 попаданий в десятку лучших на этапах Кубка мира, 9 в личных соревнованиях и 2 в командных. Лучшим достижением в итоговом зачёте Кубка мира для Хуршлера является 27-е место в сезоне 2009-10.
На Олимпиаде-2002 в Солт-Лейк-Сити стал 31-м в спринте.
На Олимпиаде-2006 в Турине стартовал в двух дисциплинах: индивидуальная гонка — 22-е место, спринт — 24-е место.
На Олимпиаде-2010 в Ванкувере стал 9-м в команде, кроме того занял 29-е место в соревнованиях с нормального трамплина + 10 км и 31-е место в соревнованиях с большого трамплина + 10 км.
За свою карьеру участвовал в трёх чемпионатах мира, лучший результат — 5-е место в командных соревнованиях на чемпионате мира 2007 в Саппоро.
Использует лыжи и ботинки производства фирмы Fischer.